# 乙二胺
乙二胺（作為配體時簡稱為en）是化學式為 C
2H
4(NH
2)
2 的有機化合物。乙二胺是一種胺類，為無色的鹼性液體，有類似氨的臭味。2008年乙二胺的使用量約500,000,000公斤。

## 製備
乙二胺的製備可利用氨和1,2-二氯乙烷反應而成。反應後可得到乙二胺及其他線性多胺的混合物。簡化的方程式如下：
ClCH
2CH
2Cl + 4NH
3 → H
2NCH
2CH
2NH
2 + 2NH
4Cl

## 應用
在許多工業用化學品的生產都會用到大量的乙二胺。乙二胺可和羧酸（包括脂肪酸）、腈、醇（加热时）、烷化劑、二硫化碳、醛及酮反應，產生對應的衍生物。由於乙二胺有二個胺基，故可以用作合成咪唑啉啶等雜環化合物的原料。

### 作为螯合配體
乙二胺是典型的二齿配體，可形成配位化合物，如[Co(en)
3]3+
。
重要的六齒配體乙二胺四乙酸（EDTA）是乙二胺的衍生物，是由乙二胺透過Strecker法和氰及甲醛合成所得的產物。乙二胺的衍生物N-羟乙基乙二胺是另一種商業上常使用的螯合配體。由乙二胺和水楊醛縮合而產生的Salen配體是實驗室研究常用的螯合配基，不過很少在工業上使用。

### 藥品及農藥的原枓
許多有生物活性的化合物都包括 N-CH
2-CH
2-N 的官能基，如氨基菲林(aminophylline)及一些抗組織胺藥。許多乙二胺的鹽類已製成抗真菌劑的商品，商品名稱有 Maneb, Mancozeb, Zineb 及 Metiram。有些含有咪唑啉结构的抗真菌劑也是由乙二胺所衍生。

### 聚合物中的應用
乙二胺由於有二個有活性的胺基，是許多聚合物製造的原料之一。乙二胺和甲醛的縮合物是一種增塑劑，廣泛用在聚氨酯(PU)纖維的製造過程中。PAMAM等級的树枝状高分子（dendrimer）也是乙二胺的衍生物。

### 四乙酰乙二胺
漂白粉中常見的活性劑四乙酰乙二胺(TAED)是由乙二胺為原枓所製成。衍生的二硬脂酰乙二胺(EBS)是工業上常用的脫模劑，也是汽油及機油中的表面活性劑。

### 特殊應用
- 乙二胺作為溶劑時，可以和其他極性溶劑以任意比例混溶，因此常用來溶解如白蛋白（Albumin）及酪蛋白（casein）的蛋白質。一些電鍍的電鍍液中也含有乙二胺。
- 油漆中的抗蝕劑，也是一種防凍劑。
- 乙二胺二氫碘酸鹽（ethylenediamine dihydroiodide, EDDI）常加在動物飼料中，作為碘的來源。
- 粘著劑、纖維軟化劑、環氧樹脂中的硬化劑及染料。
- 乙二胺(Edamine)也是用來培養植物組織的MS培養基（Murashige and Skoog medium）中常見的有機添加物。

## 乙二胺聚合物
乙二胺是一群稱作「聚乙烯胺」的化合物中，分子量最小的化合物。其餘的化合物包括：
- 二乙烯三胺（Diethylenetriamine，縮寫為dien或DETA）化學式為H2N-CH2CH2-NH-CH2CH2-NH2，其結構類似二甘醇。
- 三乙烯四胺（Triethylenetetramine，縮寫為trien或TETA）化學式為H2N-CH2CH2-NH-CH2CH2-NH-CH2CH2-NH2。
- 四乙烯五胺（Tetraethylenepentamine，縮寫為TEPA）化學式為H2N-CH
2CH
2-NH-CH
2CH
2-NH-CH
2CH
2-NH-CH
2CH
2-NH2。
- 五乙烯六胺（Pentaethylenehexamine，縮寫為PEHA）化學式為H2N-CH
2CH
2-NH-CH
2CH
2-NH-CH
2CH
2-NH-CH
2CH
2-NH-CH
2CH
2-NH2。

哌嗪則是由乙二胺衍生，结构上類似二噁烷(dioxane)的雜環化合物。

## 相關的二胺
若以生產量來看，乙二胺是產量第二高的二胺，僅次於己二胺－尼龍66的原料之一。乙二胺的二胺衍生物包括
- 四甲基乙二胺（tetramethylethylenediamine），簡稱TMEDA，化學式為(CH
3)
2N-CH
2-N(CH
3)
2。
- 四乙基乙二胺（tetraethylethylenediamine），簡稱TEEDA，化學式為(C
2H
5)
2N-CH
2CH
2-N(C
2H
5)
2

## 安全性
乙二胺有腐蝕性，會刺激皮膚。在体内的半衰期約30分鐘，分佈體積约为 0.133 L/kg。口服的生物利用度大約是0.34。腎臟只能代謝20%以下的乙二胺。

## 外部連結
- IRIS EPA Ethylenediamine（页面存档备份，存于）
- Chemical data